# Epinephelus flavocaeruleus
Epinephelus flavocaeruleus is een straalvinnige vissensoort uit de familie van zaag- of zeebaarzen (Serranidae).
De wetenschappelijke naam van de soort werd voor het eerst geldig gepubliceerd in 1802 door Bernard Germain de Lacépède.
De soort staat op de Rode Lijst van de IUCN als niet bedreigd, beoordelingsjaar 2008.